# Diploschema rotundicolle
Diploschema rotundicolle là một loài bọ cánh cứng trong họ Cerambycidae.